# Miriametro
Il miriametro (simboli Mm, mam) è un'unità di misura di lunghezza: 1 miriametro corrisponde a  10000 m, ossia 10 km. Tale unità è in disuso e non più accettata all'interno del Sistema internazionale di unità di misura; il simbolo Mm, inoltre, coinciderebbe con quello del megametro nel Sistema internazionale e per tale ragione il miriametro può essere rappresentato dal suo simbolo alternativo mam.
1 megametro = 1 000 000 metri = 100 miriametri
1 miriametro = 10 000 metri = 0,01 megametri

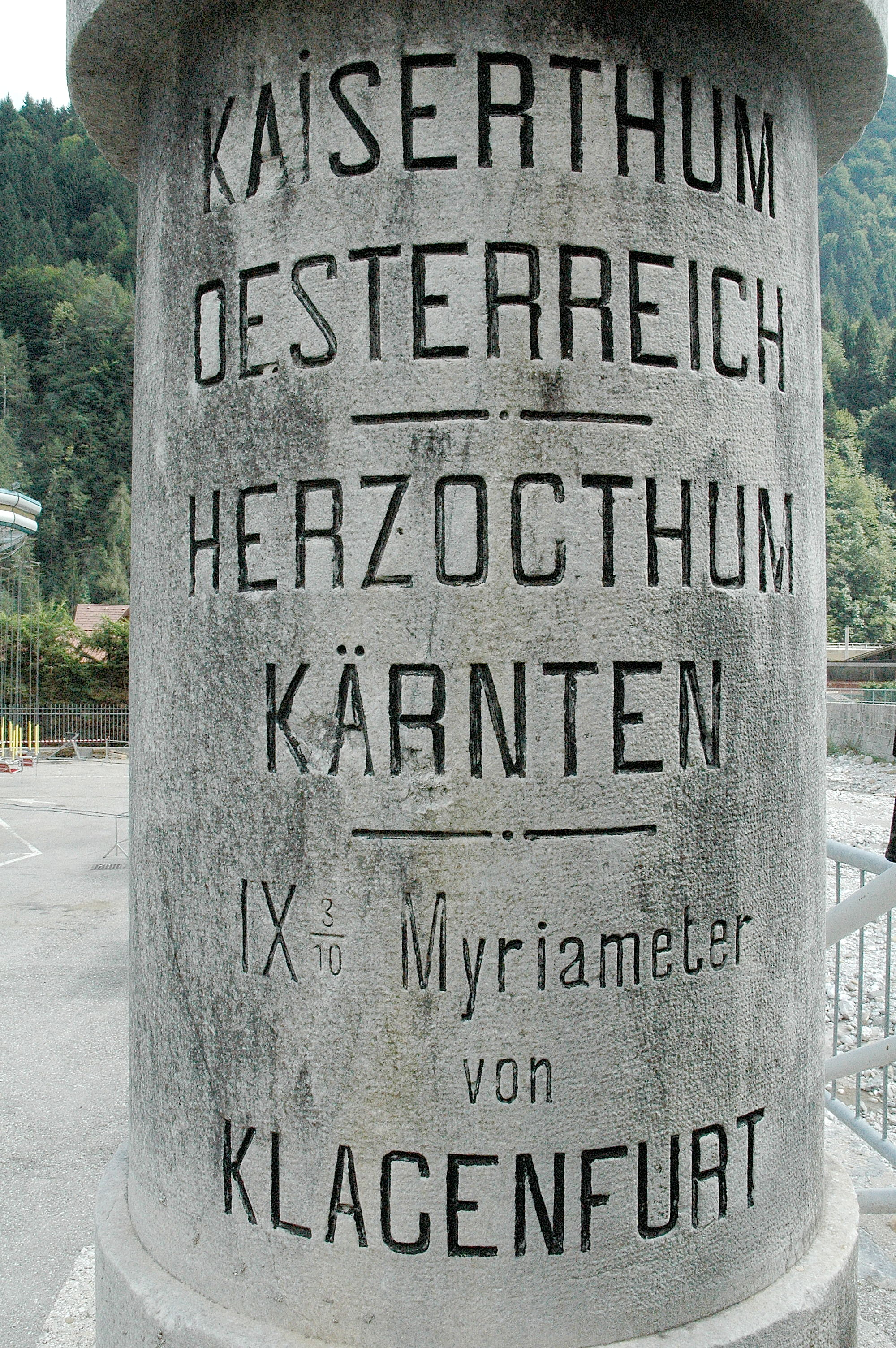
Pietra di confine a Pontebba recante l'iscrizione: Impero d'Austria - Ducato di Carinzia - Miriametro IX+3/10 da Klagenfurt

Il miriametro è di uso comune in Svezia e Norvegia, per lo più nella lingua parlata, e con il nome di mil, cioè miglio. Le miglia svedesi e norvegesi sono state definite essere esattamente dieci chilometri nel 1889 (da non confondere quindi con le miglia marine).

## Conversioni
- 1 chilometro = 0,1 miriametri
- 1 ettometro = 0,01 miriametri
- 1 decametro = 0,001 miriametri
- 1 metro = 0,0001 miriametri